# Captain Horatio Hornblower
Captain Horatio Hornblower (titulada El hidalgo de los mares en España y El conquistador de los mares en Hispanoamérica) es una película de aventuras estadounidense de 1951 dirigida por Raoul Walsh y escrita por Ivan Goff, Ben Roberts y Æneas MacKenzie. En el Reino Unido su título fue Captain Horatio Hornblower R.N., donde la sigla «R.N.» corresponde a Royal Navy (Armada Británica). Protagonizada por Gregory Peck, Virginia Mayo y Alec Mango, el largometraje se basa en los contenidos de tres novelas del escritor británico Cecil Scott Forester: The Happy Return, A Ship of the Line y Flying Colours. Estas novelas forman parte de la saga que Scott Forester había dedicado a las aventuras de su personaje ficticio Horacio Hornblower, un capitán de navío de la Armada Británica que combate en los mares al Primer Imperio francés durante las Guerras Napoleónicas. Scott Forester, autor de las novelas, participó en la realización de esta adaptación cinematográfica, lo que no sólo la hace fiel a la literatura original en la que se basa sino que además le da en ocasiones cierto tono introspectivo, inhabitual en este estilo de películas de los años 1950.

## Argumento
En 1807 el capitán Horacio Hornblower (Gregory Peck), al mando de la fragata de 38 cañones HMS Lydia, de la Armada Británica, tiene como misión entregar un cargamento de armas a Don Julián de Alvarado (Alec Mango), autoproclamado El Supremo de Nicaragua y alzado en rebeldía contra España, para distraer fuerzas de los  españoles, que se han aliado con Francia, país con el que Gran Bretaña está en guerra. Una vez cumplida su misión, captura el navío Natividad de dos puentes y 60 cañones, comandado por un valiente hidalgo y lo entrega al Supremo para que invada Cuba. Sin embargo, Inglaterra y España se convierten en naciones aliadas tras el 2 de mayo de 1808 y Horacio debe destruir el Natividad y detener al Supremo. En su periplo se ve obligado a recoger y llevar más tarde a Inglaterra a la hermana del duque de Wellington, lady Bárbara Wellesley  (Virginia Mayo), que los españoles guardaban prisionera. Gracias a su pericia hunde el Natividad tras un feroz combate. En el camino de regreso a Inglaterra debe cuidar de Lady Bárbara, aquejada de fiebres tropicales, ya que el médico ha muerto en la batalla, y entre ambos surgen fuertes sentimientos, que sin embargo son imposibles, ya que Hornblower está casado y ella prometida con el almirante Sir Rodney Leighton.
Al regresar a su casa Hornblower se entera de que María, su esposa, ha muerto al dar a luz, dejándole un hijo. A pesar de este hecho, no puede casarse con Bárbara, puesto que ésta ya se ha casado con Leighton. Así, Horacio Hornblower recibe el mando del Southerland un navío de dos puentes y 74 cañones, a las órdenes del almirante Leighton, marido de Bárbara, que manda una flotilla cuya misión es mantener el bloqueo de la flota francesa para que no pueda avituallar ni socorrer al ejército napoleónico de España. En acción de guerra, Hornblower hunde cuatro barcos franceses, que habían eludido dicho bloqueo, a costa de perder el suyo. Es capturado y conducido a París, acusado de piratería, pero con la ayuda de su primer oficial, el teniente Bush, y de Quist, un marinero, logra evadirse y conquistar La Bruja de Endor, un navío inglés capturado por los neerlandeses, aliados de Napoleón, tras liberar a una tripulación británica prisionera, por lo que a su regreso a Inglaterra es aclamado como un héroe. Su felicidad es completa cuando se entera de que lady Bárbara se ha quedado viuda.

## Producción
El filme se rodó en Rye, en el HMS Victory y en Francia.  
Para ahorrar costes se utilizaron decorados de La isla del tesoro (película de 1950) y la fragata italiana Marcel B. Surdo representó a The Witch of Endor en las escenas exteriores.  La Marcel B. Surdo aparecería también en otras películas de aventuras en la mar como The Crimson Pirate, The Master of Ballantrae, y John Paul Jones. Los efectos especiales y explosiones fueron supervisados por Cliff Richardson.